# Philobryidae
Philobryidae (лат.) — семейство двустворчатых моллюсков надсемейства Limopsoidea отряда Arcoida. Очень мелкие морские моллюски треугольной формы с симметричными створками раковин. Их раковины имеют выступающие умбоны и лишены перламутра. Связка шарнира либо полностью внутренняя, либо лишь немного наружная. У них есть только один след мускула-аддуктора на внутренней стороне каждой створки, в отличие от более распространенных двух. Виды этого семейства встречаются в большинстве морей на мелководье и на средней глубине. Это семейство насчитывает около шестидесяти видов в семи родах.

## Роды и виды
- Aupouria
- Adacnarca Pelseneer, 1903
  - Adacnarca limopsoides Thiele, 1912
  - Adacnarca nitens Pelseneer, 1903
- Cosa Finlay, 1927
  - Cosa auriculata
  - Cosa bordaensis
  - Cosa brasiliensis Klappenbach, 1966
  - Cosa caribaea Abbott, 1958
  - Cosa celsa
  - Cosa costata
  - Cosa crebreradiata
  - Cosa filholi
  - Cosa fimbriata
  - Cosa parallelogramma
  - Cosa pectinata
  - Cosa pharetra
  - Cosa sagana
  - Cosa scabra
  - Cosa stephensensis
  - Cosa tardiradiata
  - Cosa tatei
  - Cosa tholiatus
  - Cosa waikikia
- Cratis
  - Cratis antillensis (Dall, 1881)
  - Cratis pentodon (Aguayo & Borro, 1946)
- Lissarca Smith, 1879
  - Lissarca miliaris Philippi, 1845
  - Lissarca notorcadensis Melvill & Standen, 1907
  - Lissarca rubrofusca E. A. Smith, 1877
- Philobrya Carpenter, 1872
  - Philobrya acutangula Powell, 1935
  - Philobrya atlantica Dall, 1896
  - Philobrya australis
  - Philobrya barbarta Thiele, 1912
  - Philobrya brattstromi
  - Philobrya capillata Dell, 1964
  - Philobrya crenatulifera
  - Philobrya crispa Linse, 2002
  - Philobrya dentimargo
  - Philobrya hamiltoni (Hedley, 1916)
  - Philobrya inconspicua Olsson & McGinty, 1958
  - Philobrya inornata
  - Philobrya laevis
  - Philobrya limoides
  - Philobrya meleagrina (Bernard, 1896)
  - Philobrya meridionalis (Smith, 1885)
  - Philobrya modiolus (Suter, 1913)
  - Philobrya munita (Finlay, 1930)
  - Philobrya obesa Powell, 1958
  - Philobrya olstadi (Soot-Ryen, 1951)
  - Philobrya pileata
  - Philobrya pinctada (Finlay, 1930)
  - Philobrya quadrata Pfeiffer, 1886
  - Philobrya recapitula
  - Philobrya scabra
  - Philobrya sculpturalis (Dell, 1956
  - Philobrya setosa
  - Philobrya squamea
  - Philobrya sublaevis Pelseneer, 1903
  - Philobrya tumidula
  - Philobrya ungulata Pfeiffer, 1886
  - Philobrya wandelensis Lamy, 1906
- Verticipronus Hedley, 1904
  - Verticipronus mytilus Hedley, 1904